# 八戸市立根城中学校
八戸市立根城中学校（はちのへしりつ ねじょうちゅうがっこう）は、青森県八戸市根城に位置する市立中学校。

## 概要

### 校章
校章
若鷲に見立てた「中」の字が木の根から飛び立つ様子をデザインしたもの。正式な校章である。
サブ校章
イチョウの葉の中に「中」の字が描かれている。サブバッグやリュックに描かかれているサブ校章である。

### カラー
学年カラー
各学年毎に「青」「緑」「赤」とローテーションし、ジャージ・靴・サブバッグ等が色分けされていた。2007年度からジャージが新デザインとなり、ジャージに学年カラーの設定はなくなったものの、構内の掲示物や、行事のときのイベントカラーなどには学年カラーが使われ続けている。指定の靴紐の色も学年カラーである。
組カラー
各組毎に1組=赤、2組=白、3組=緑、4組=青、5組=黄のようになっている。

### 生徒数
2023年（令和5年）5月1日時点。
| 学年 | 1年 | 2年 | 3年 | 特別支援    | 合計 |
| ---- | --- | --- | --- | ----------- | ---- |
| 学級 | 5   | 4   | 3   | 3           | 15   |
| 生徒 | 143 | 111 | 121 | 12 （内数） | 375  |

## 沿革
（沿革節の主要な出典は公式サイト）
- 1947年（昭和22年）4月1日 - 学校教育法により新設。八戸市立根城小学校内で開校。
- 1956年（昭和31年）8月17日 - 現在地に移転。
- 1957年（昭和32年）3月8日 - 校歌制定（作詞・佐々木正紀、作曲・松橋繁喜）。
- 1995年（平成7年）3月10日 - 柔剣道場落成記念式典[3]。
- 2007年（平成19年）4月1日 - 本校から白山台中学校が分離開校[3]。
- 2017年（平成29年）11月2日 - 創立70周年記念式典挙行、祝賀会開催[3]。
- 2018年（平成30年）2月24日 - 体育館屋根全面改修終了[3]。

## 白山台中学校との分離
2006年度までは全校生徒800人以上の青森県下有数のマンモス校であったが、八戸ニュータウン地区を学区とする八戸市立白山台中学校が2007年4月に開校し、2年生・3年生の生徒計192名が同校から分離した。

## 部活動
- 運動部

野球・サッカー・男子バスケットボール・女子バスケットボール・男子バレーボール・女子バレーボール・男子ソフトテニス・女子ソフトテニス・男子卓球・女子卓球・陸上・柔道・水泳・スピードスケート・アイスホッケー・フィギュアスケート
- 文化部

合唱・吹奏楽・総合文化（美術・家庭コース）
合唱部はNHK全国学校音楽コンクールで現在でも最多となる4連覇を含む8回の金賞を受賞しており、全国でも有数の合唱強豪校である。